# LG Optimus 4X HD
De LG Optimus 4X HD is een smartphone van het Zuid-Koreaanse chaebol LG en is geïntroduceerd tijdens het MWC 2012 in Barcelona, samen met de L-serie. De telefoon moet het bedrijfsvlaggenschip van 2012 worden en komt uit in het zwart en wit.

## Interface
De 4X HD draait op het besturingssysteem Android versie 4.0 (ook wel Ice Cream Sandwich genoemd). Bovenop Android heeft LG zijn eigen interface gelegd, vergelijkbaar met HTC's Sense en Samsungs TouchWiz. De grafische schil is meer bij de standaard interface van Google gebleven en legt veel nadruk op de kleur wit. Ook heeft LG het vergrendelingsscherm aangepast. Door naar een bepaalde applicatie toe te slepen, gaat men gelijk naar die applicatie toe.

## Hardware
De smartphone heeft een lcd-scherm van 4,7 inch groot met een resolutie van 1280 bij 720 pixels, wat neerkomt op een pixeldichtheid van 313 ppi. Onder het scherm bevinden zich 3 capacitieve knoppen, een "terugknop", de "thuisknop" en een "menuknop". In het toestel zelf bevindt zich een batterij met een capaciteit van 2150 mAh en een quadcore-processor met een kloksnelheid van 1,5 GHz. De Optimus 4X HD heeft twee camera's: een op de achterkant van 8 megapixel en een van 1,3 megapixel op de voorkant om te videobellen.